# Stratton, Ohio
Stratton är en ort i Jefferson County i delstaten Ohio, USA.